# 모쒀족
모쒀족(摩梭族) 또는 모쒀인(摩梭人)은 중화인민공화국의 미식별 소수민족의 하나로 중국에서는 나시족의 일파로 분류한다. 모계사회로 결혼제도가 없고 농사도 여성이 짓는다. 대신 남성은 가축 도살과 어획에 종사한다.

## 같이 보기
- 모권제
- 중국의 민족
  - 중국의 미식별 민족